# Znamia (revue)
Znamia (en russe : Знамя, qui se traduit en français par l’Étendard ou la Bannière), initialement appelé LOKAF (Literaturnoye obyedinenye Krasnoy Armyi i Flota) est une revue littéraire mensuelle russe .

## Histoire
Initialement appelé LOKAF (Literaturnoye obyedinenye Krasnoy Armyi i Flota), ce mensuel est édité par l'association littéraire de l'Armée rouge et de la Flotte. Puis, le titre est changé pour Znamia en 1933. De 1934 à 1990, c'est l'organe de communication de l'Union des écrivains soviétiques. En tête de la rédaction se trouve le dramaturge et scénariste Vsevolod Vichnevski (1934-1948). En 1943, on y publie pour la première fois la nouvelle d'Alexander Bek La Chaussée de Volokolamsk consacrée aux faits militaire de Baourjan Momych-Ouli lors de la bataille de Moscou. Avec son approbation y sont publiées les œuvres d'Anna Akhmatova, Victor Chklovski, Mikhaïl Zochtchenko et Evgueni Dolmatovski, ce qui aboutit à une résolution de l'Orgburo du 14 août 1946 condamnant la revue. Vichnevski s'empresse de renier Akhmatova dans un article de Literatournaïa gazeta du 7 septembre 1946. Mais la publication de la nouvelle Deux dans la steppe de Emmanouil Kazakevitch en pleine campagne de persécution des cosmopolites sans racine, considérée comme un nouvel écart va lui coûter sa place. Avec lui sont licenciés plusieurs autres collaborateurs. Vichnevski est remplacé par Vadim Kojevnikov qui dirige la revue pendant quarante ans, pratiquement jusqu'à sa mort. Les publications y sont plutôt politiquement correctes. On y retrouve les noms de Alexandre Tvardovski, Alexandre Mejirov, Evgueni Evtouchenko, Youri Levitanski, Constantin Paoustovski, Iouri Tynianov, Iouri Kazakov, Iouri Trifonov, Ilya Ehrenbourg, Youri Koval.
Lors de la perestroïka, Znamia connait un regain de la popularité. On y trouve les auteurs jadis censurés ou interdits comme Fazil Iskander, Andreï Platonov, Andreï Bitov, Evgueni Reïn, Tatiana Tolstoï, Victor Pelevine, Alexandre Kouchner, Timour Kibirov (ru), Anatoli Jigouline (ru). Son tirage des 250 000 exemplaires en 1986 atteint 1 000 000 en 1990. Dans les années 1990, la revue bénéficie de la subvention de la fondation OSF.
Après la dislocation de l'URSS, le mensuel est repris et géré par son comité de rédaction.

## Rédacteurs en chef
- 1934-1948 : Vsevolod Vichnevski
- 1949-1984 : Vadim Kojevnikov
- 1984-1986 : Iouri Voronov (ru)
- 1986-1993 : Grigori Baklanov (ru)
- 1993- : Sergueï Tchouprinine (ru)

## Œuvres publiées
- La Chaussée de Volokolamsk de Alexandre Bek
- Deux dans la steppe de Emmanouil Kazakevitch
- La Vie des insectes de Victor Pelevine (1993)
- Adieux d'une juive  de Margarita Khemlin (2005)